# Норман Винсънт Пийл
Норман Винсънт Пийл е един от най-големите автори в областта на литературата за личностно и духовно усъвършенстване. Заедно със съпругата си Рут, с която има щастллив брак повече от 60 години, той е редактор и издател на списанието „Гайдпостс“. Н. В. Пийл е висш служител на Колегиалната реформирана протестантска холандска църква на град Ню Йорк.
Наред със знаменитата си книга „Силата на положителното мислене“, която го превръща в един от най-четените автори в САЩ и в цял свят, той създава бестселърите: „Новото изкуство на живота“, „Пътеводна светлина“ „Положителният принцип днес“, „Грях, секс и самоконтрол“, „Ентусиазмът променя света“, „Във вярата е истината“, „Удивителните резултати на положителното мислене“, „Богатство от разум и ентусиазъм“, „Можеш, ако мислиш, че можеш - преведена на български“, „Истинската радост да се живее положително“ и „Изкуството да се живее положително“.
В дългата си и забележителна кариера Норман Винсънт Пийл е бил удостояван с много награди, между които и Медал за Свобода, връчен от президента на САЩ.
1. ↑  crsreports.congress.gov